# ISO 3166-2:FJ
ISO 3166-2:FJ est l'entrée pour les Fidji dans l'ISO 3166-2, qui fait partie du standard ISO 3166, publié par l'Organisation internationale de normalisation (ISO), et qui définit des codes pour les noms des principales administration territoriales (e.g. provinces ou États fédérés) pour tous les pays ayant un code ISO 3166-1.

## Divisions et dépendance (5)
```
FJ-C
 
Central
 

FJ-N
 
Northern

FJ-W
 
Western
 

FJ-E
 
Eastern

FJ-R
 
Rotuma
, Dépendance
```

## Provinces (15)
Les noms des subdivisions sont listés selon l'usage de la norme ISO 3166-2, publiée par l'agence de maintenance de l'ISO 3166.
| Code  | nom de la province ((en)) | Subdivision niveau 1 |
| ----- | ------------------------- | -------------------- |
| FJ-01 | Ba                        | FJ-W                 |
| FJ-02 | Bua                       | FJ-N                 |
| FJ-03 | Cakaudrove                | FJ-N                 |
| FJ-04 | Kadavu                    | FJ-E                 |
| FJ-05 | Lau                       | FJ-E                 |
| FJ-06 | Lomaiviti                 | FJ-E                 |
| FJ-07 | Macuata                   | FJ-N                 |
| FJ-08 | Nadroga and Navosa        | FJ-W                 |
| FJ-09 | Naitasiri                 | FJ-C                 |
| FJ-10 | Namosi                    | FJ-C                 |
| FJ-11 | Ra                        | FJ-W                 |
| FJ-12 | Rewa                      | FJ-C                 |
| FJ-13 | Serua                     | FJ-C                 |
| FJ-14 | Tailevu                   | FJ-C                 |

## Historique
Historique des changements
- 12 juin 2011 : Changement du nom officiel long
- 14 juillet 2011 : Changement du nom officiel long
- 30 octobre 2014 : Ajout des provinces FJ-01 à FJ 14; mise à jour de la Liste Source
- 27 novembre 2015 : Mise à jour de la Liste Source
- 15 novembre 2016 : Attribution de la subdivision-mère FJ-01, FJ-02, FJ-03, FJ-04, FJ-05, FJ-06, FJ-07, FJ-08, FJ-09, FJ-10, FJ-11, FJ-12, FJ-13, FJ-14
- 22 novembre 2016 : Rétablissement des provinces supprimées en raison d’un problème technique